# 蓬比峰
46°22′04″N 9°16′33″E / 46.36778°N 9.27583°E
蓬比峰（義大利語：Piz Pombi），是歐洲的山峰，位於瑞士和意大利接壤的邊境，由倫巴第大區和格勞賓登州負責管轄，屬於勒蓬廷阿爾卑斯山脈的一部分，海拔高度2,967米。

## 外部連結
- Piz Pombi on Hikr （页面存档备份，存于）